# Nymphon novaecaledoniae
Nymphon novaecaledoniae is een zeespin uit de familie Nymphonidae. De soort behoort tot het geslacht Nymphon. Nymphon novaecaledoniae werd in 1991 voor het eerst wetenschappelijk beschreven door Stock. 